# Franz Kullak
Franz Eugen Kullak, född 12 april 1844 i Berlin, död där 9 december 1913, var en tysk musiker, son till Theodor Kullak, brorson till Adolph Kullak, kusin till Ernst Kullak. 
Kullak förestod 1882–1890 sin fars musikakademi och har skrivit studieverk för piano, en opera med mera samt utgivit sorgfälliga editioner av Beethovens pianokonserter.